# Barwon River (Darling River)
Der Barwon River ist ein Fluss im australischen Bundesstaat New South Wales und ein Quellfluss des Darling River. Der Name ist vom Wort der Aborigines für „breiter Fluss“ abgeleitet.
Er geht aus der Flussaue des Macintyre River und dem System der Border Rivers nordöstlich von Mungindi hervor. Östlich von Werraweena vereinigt er sich mit dem Culgoa River zum Darling River.
Nebenflüsse des Barwon River sind der Moonie River, der Bokhara River – in der Flussaue des Balonne River entstehend –, der Mehi River – entstehend in der Flussaue des Gwydir River – und der Namoi River. 
Die wichtigsten Städte am Barwon River sind Mungindi, Collarenebri, Walgett und Brewarrina.

## Geschichte
1846 wies Roderick Mitchell, Commissioner of Crown Lands und Sohn des Entdeckers Thomas Livingstone Mitchell, nach, dass es sich bei dem Barwon River und dem Macintyre River im Grunde um denselben Fluss mit unterschiedlichen Namen handelte.
In den Jahren 1880 bis 1912 verkehrten Liniendampfschiffe zwischen Bourke (am Darling River) und Walgett. Während der großen Überschwemmungen 1879 und 1886 konnten die Schiffe bis Collarenebri und 1890 gar bis Mungindi den Fluss hinauffahren.
Die Aborigines bauten seit Jahrtausenden die Brewarinna-Fischfallen am Barwin River in der heutigen Stadt Brewarrina auf. Diese Fallen sind groß und noch teilweise erhalten. Sie stellen ein gutes Beispiel für diese Art von prähistorischen Fangmethoden dar. Die Fallen wurden aus Felsen und Steinen gebaut und im Flussbett platziert, sodass sie eine Reihe Kanäle und Steinkreise bildeten. Die Fischfallen, die sich über eine Strecke von 500 m in Brewarrina erstrecken, sind jetzt in die australische Denkmalliste aufgenommen worden, da sonst solche Fangeinrichtungen nur noch sehr selten erhalten sind. Für die heutigen Aborigines sind sie bedeutend und werden auch heute noch verwendet. Oberhalb und unterhalb von Collarenebri gibt es felsige Stromschnellen und Wehre zur Landbewässerung, die Nutzung des Flusses für Boote und Schiffe unmöglich macht.
1888 wurde die Zugbrücke in Brewarrina im Verlauf des Kamilaroi Highway (Quirindi-Bourke) über den Barwon River gebaut. Auch sie ist von historischem Interesse. Die Boonanga Bridge, die 1928 nördlich von Boomi über den Barwon River gebaut wurde, ist ein frühes Beispiel eine Allan-Straßenhängebrücke aus Holz.